# Veduca
Veduca Edtech, ou simplesmente Veduca, é uma plataforma de educação a distância. Todo o conteúdo, baseado em videoaulas, é aberto e agora é pago. Conta com mais de 3 milhões de usuários e 30 cursos feitos com instituições parceiras de ensino, como B3 e USP. Lançou os MBAs em Engenharia e Inovação e Gestão da Sustentabilidade, e MOOCs com certificação.

## História
O Veduca foi fundado em março de 2012 por iniciativa de 4 sócios fundadores (Carlos Souza, Marcelo Mejlachowicz, Eduardo Zancul e André Tachian) e começou com um acervo de 5 mil aulas, de 13 universidades do mundo, como por exemplo o Instituto de Tecnologia de Massachusetts (MIT), Harvard, Yale, Stanford e a Universidade de São Paulo (USP). As videoaulas em inglês foram recebendo legendas em português. Até à entrada dos primeiros investidores, sete meses depois, o site já havia registrado mais de 1 milhão de visitas, 5 milhões de "page views" e 20 mil usuários cadastrados no site.
Após o primeiro aporte de investidores, a empresa começou a também produzir conteúdos ativamente, em parceria com universidades e instituições reconhecidas no Brasil como referência nas respectivas áreas de atuação (por exemplo, B3 para assuntos como finanças e investimentos, Google para marketing on-line, ONU para assuntos como energias renováveis, Escola da Cidade sobre arquitetura sustentável etc).
Em junho de 2013, o Veduca lançou os primeiros MOOCs com certificação da América Latina, em parceria com professores da USP. Em outubro do mesmo ano lançou o primeiro MBA aberto on-line do mundo. As videoaulas das disciplinas dos MBAs podem ser acessadas gratuitamente no modo sem certificação. No programa de certificação, pago, além de acessar às videoaulas, os estudantes têm acompanhamento com tutores, participação em fórum exclusivo, chat, orientação para solução de estudos de caso e elaboração de TCC. As disciplinas precisam ser avaliadas em provas presenciais, que acontecem nos polos presenciais da rede Estácio UniSEB, responsável pelos dois MBAs disponíveis no Veduca.
No mesmo ano, o Veduca lançou um projeto de legendagem colaborativa na plataforma online Amara.org para suprir as necessidades de tradução das aulas de Universidades fora do Brasil. Em sua fase piloto, o projeto contou com a ajuda da Federação das Empresas Juniores do Estado de São Paulo (Fejesp) para gerenciar a comunidade e organizar as tarefas dos voluntários.
Em dezembro de 2014, a empresa lançou os primeiros cursos de extensão on-line, em parceria com instituições renomadas em suas respectivas áreas de atuação, como FIA, IDP, B3, Escola da Cidade, Fundação Lemann e Instituto Península.
E no ano de 2022 o Veduca foi adquirido pela empresa Inova GS, dos sócios fundadores Rodrigo Alves Oliveira do Nascimento e Paulo Henrique Martins.

## Modelo de Negócio
Outros cursos de menor duração também são oferecidos no modelo Freemium pelo portal. O Veduca também desenvolve conteúdos e plataforma de aprendizagem personalizados para treinamento corporativo em empresas. O primeiro cliente do Veduca para esses serviços foi o banco Itaú.

### Tipos de Cursos

#### MOOC
Os cursos MOOCs são gratuitos e, após realização da prova on-line, o aluno receberá a certificação. Os MOOCs são realizados por meio de parcerias com professores de renomadas universidades brasileiras e com o Google, que elaboram e ministram os cursos.

#### Aulas Livres
As aulas livres encontrados no Veduca são recursos educacionais disponibilizados livremente na internet pelas respectivas instituições de ensino pelo movimento Open Course Ware. Esses tipos de cursos são para livre consulta e não oferecem certificação.

### Áreas de Cursos
- Administração & Negócios
- Economia
- Educação
- Engenharia
- Física
- Matemática & Estatística
- Medicina & Ciências da Saúde
- Meio Ambiente & Ciências da Terra
- Psicologia

### Universidades e Instituições Participantes

#### Instituições
- B3
- Google
- ONUDI
- TED

### Parceiros
- Fundação Lemann
- Instituto Tecnológico de Aeronáutica
- Google
- HSM Educação Executiva
- Locaweb
- ONUDI
- UAITEC
- USP
- Universia
- Unesp